# Lourties-Monbrun
Lourties-Monbrun település Franciaországban, Gers megyében. Lakosainak száma 156 fő (2022. január 1.). Lourties-Monbrun Clermont-Pouyguillès, Esclassan-Labastide, Labarthe, Masseube és Saint-Arroman községekkel határos.

## Népesség
A település népességének változása:
| Lakosok száma | 61   | 93   | 102  | 124  | 139  | 146  | 158  | 166  | 168  | 156  |
|               | 1968 | 1982 | 1990 | 2006 | 2013 | 2015 | 2017 | 2019 | 2020 | 2022 |